# Princípio de autoconsistência de Novikov
O princípio de autoconsistência de Novikov, é um princípio desenvolvido pelo físico russo Igor Novikov em meados da década de 1980 para resolver o problema dos paradoxos relativos a viagens no tempo, que teoricamente são permitidas em algumas soluções de interesse da teoria da relatividade geral (soluções contendo o que se conhece como curva tipo tempo fechada). De modo simplista, o princípio de autoconsistência de Novikov diz que se existe um evento que possa dar origem a um paradoxo, ou causar qualquer "mudança" no passado, então a probabilidade desse evento ocorrer é zero. Em resumo, ele afirma ser impossível criar paradoxos de tempo.
Quando a suposta viagem no tempo acontece com o destino sendo o passado, ele pode mudar a história dele em outro universo, universo paralelo, mudando o passado em outra linha temporal sem afetar seu futuro. Quando voltar para o presente estará da mesma forma que ele saiu pois mudou o passado dele em outro universo cujas mudanças já aconteceram e seu 'destino' é mudar o seu passado em outra dimensão. 
Basicamente o princípio de Novikov busca representar a mudança que ocorre no espaço-tempo, a partir da teoria de que uma viagem no tempo seria possível, assumindo que algo ou alguém tivesse a oportunidade de modificar algo que influencia uma consequência de outros acontecimentos em sequência gerando um paradoxo (algo que alterasse o acontecimento natural dos fatos afetando o passado de forma que o presente não fosse possível).
Porém, se essa mesma força que teria alterado a linha temporal comum, causando o paradoxo, esse mesmo paradoxo, não alteraria a linha do tempo original, e sim geraria uma alternativa em consequência dos fatos que foram alterados na primeira, fazendo com que a primeira ficasse intacta. Seria como se você alterasse o seu passado, voltasse para o seu presente e tudo ainda continuasse normal, e as modificações que você fez tivessem sido propagadas em outra linha de existência ou temporal.